# Evangelische Kirche Odenkirchen

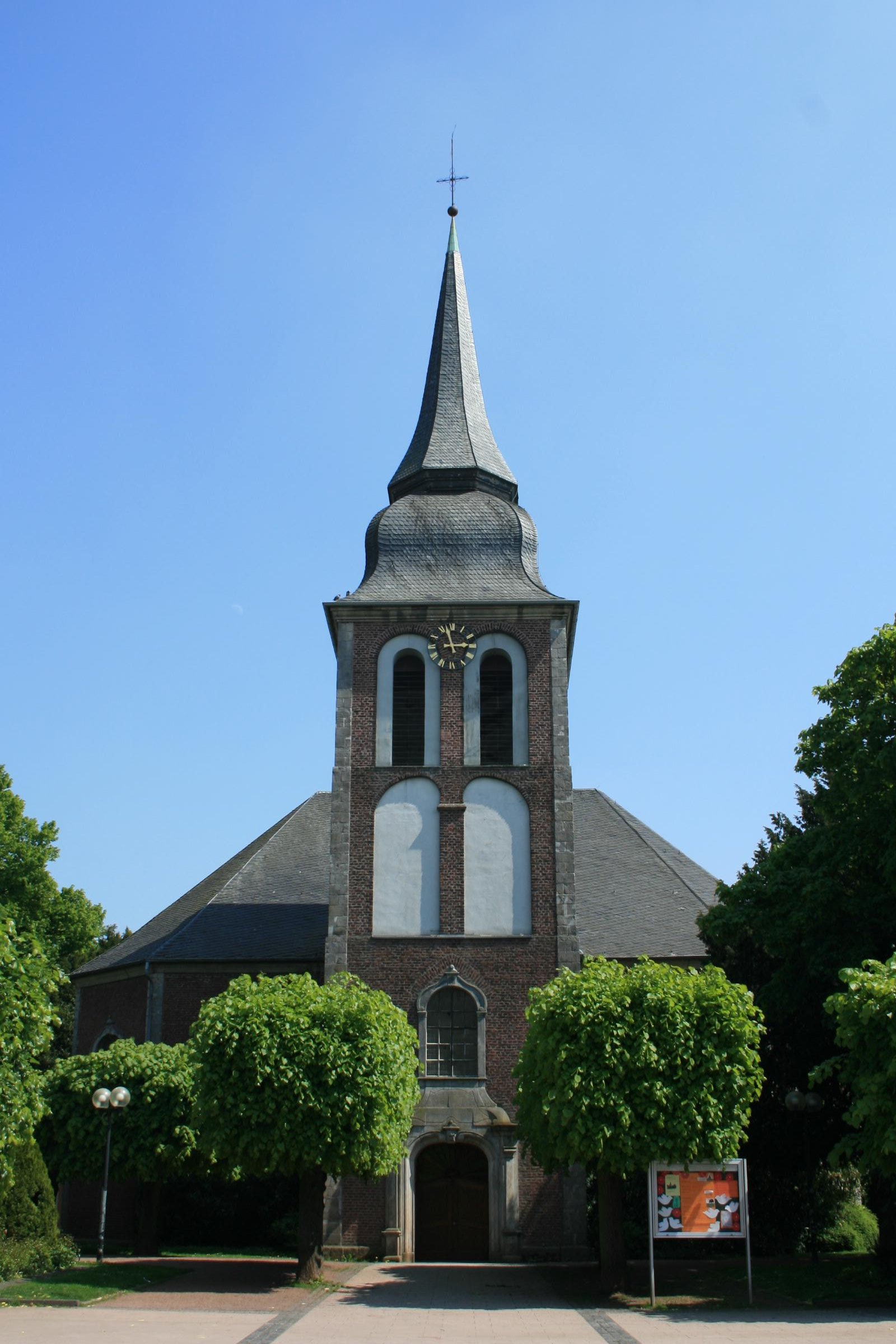
Evangelische Kirche in Odenkirchen

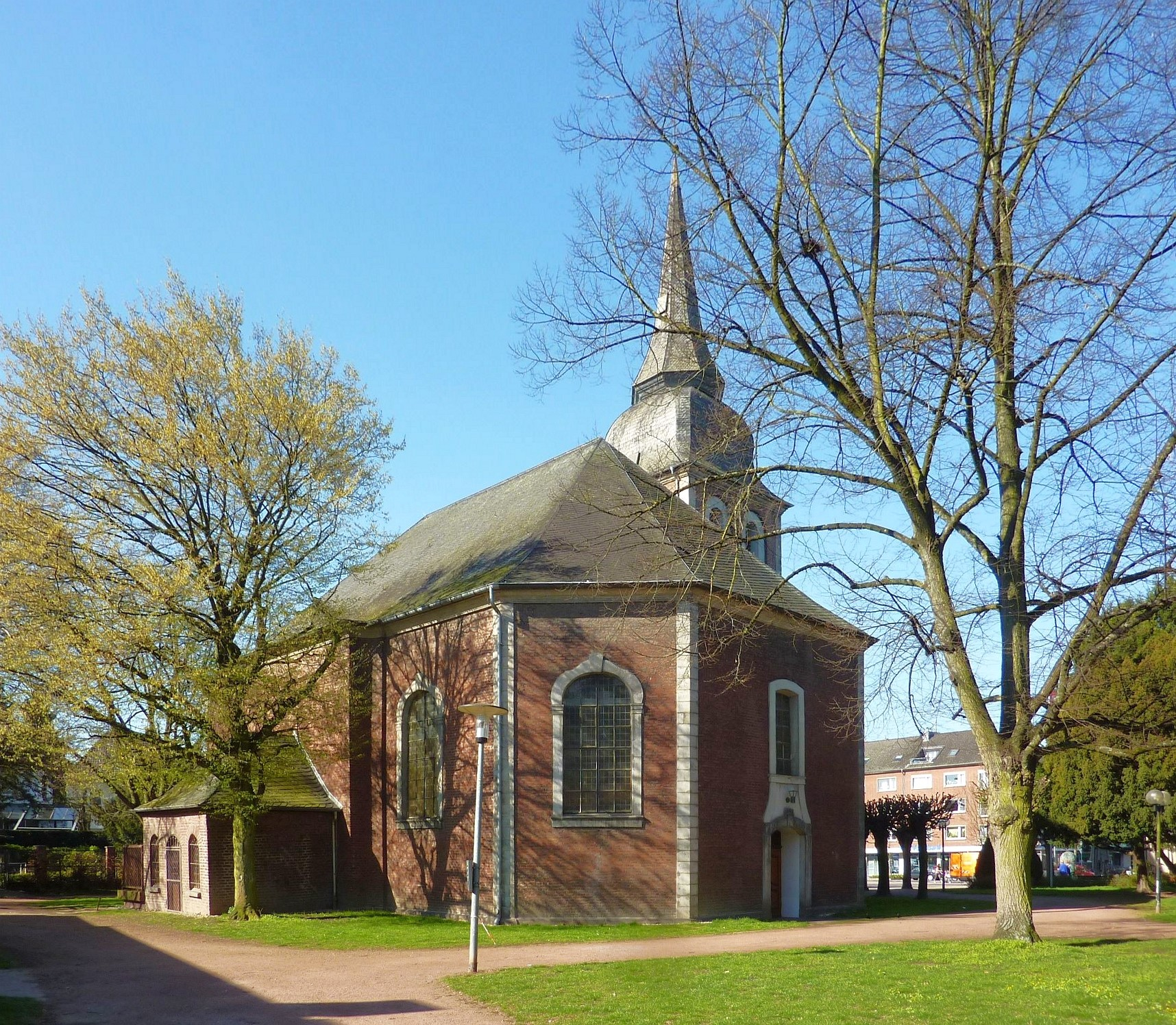
Ansicht von Nordosten

Die Evangelische Kirche Odenkirchen steht im Stadtteil Odenkirchen in Mönchengladbach in Nordrhein-Westfalen in der Straße Burgfreiheit 72.
Die Kirche wurde 1755/56 erbaut. Sie wurde unter Nr. B 035 am 10. Dezember 1985 in die Denkmalliste der Stadt Mönchengladbach eingetragen.

## Architektur
Die Kirche ist ein querrechteckiger Saalbau mit breit abgeschrägten Ecken. Die Pläne stammen von dem Maastrichter Baumeister François Soiron, einem Bruder von Matthieu Soiron. Der mittig vorgesetzte Westturm entspricht einer flachen Kanzelnische an der Rückseite. Dahinter befindet sich eine kleine Sakristei. Das Backsteinmauerwerk steht auf einen Quadersockel. Ein verschiefertes Walmdach überdeckt den Bau. Eine geschweifte Turmhaube mit aufgesetzter hoher Helmpyramide, ebenfalls verschiefert, eine Wetterfahne und die Gestalt eines Posaunenengels schließen den Turm ab.
Die Kirche ist nach der Kirche von Wickrathberg der älteste evangelischer Kirchenbau im Stadtgebiet, der den im 18. Jahrhundert gültigen Typus der protestantischen Predigtkirche musterhaft repräsentiert. Sie ist zugleich die räumlich größte reformierte Kirche, die im 17. und 18. Jahrhundert am Niederrhein errichtet wurde, ausgezeichnet zudem durch den Glockenturm, der den protestantischen Kirchen dieser Region zumeist nicht zugestanden wurde. Als Zeugnis für die Behauptung der evangelischen Gemeinde in Odenkirchen ist das Bauwerk orts- und kirchengeschichtlich ein Monument hohen Ranges.

## Geschichte
Reformatorisches Gedankengut gelangte bereits um 1532 nach Odenkirchen, was auf die Aufgeschlossenheit der Odenkirchener Burggrafen (Familie von Flodorp) zurückgeführt wird. Um 1570 setzte sich der reformierte Glaube calvinistischer Richtung durch. Ab 1609 konnte dieser offen gelebt werden, als die Reformierten des Jülicher Landes die Genehmigung erhielten, öffentlich Gottesdienste abzuhalten. Nachdem jedoch der Kölner Erzbischof 1627, zur Zeit der Gegenreformation, Odenkirchen militärisch besetzen ließ, wurde der alte katholische Glaube wieder eingeführt. Odenkirchener, die am reformatorischen Bekenntnis festhielten, mussten von 1627 bis 1755 Schulen und Gottesdienste in Rheydt und Wickrathberg besuchen. Nach massivem Druck des preußischen Königs Friedrich II. kam es 1755 zu einem Religionsvergleich in Kurköln, der den Reformierten die vollkommene Gleichstellung brachte. In Odenkirchen wurden dabei Streitigkeiten um den Besitz der Kirche so gelöst, dass die Katholiken die alte Pfarrkirche behalten konnten, während das evangelische Gotteshaus 1755/56 neu erbaut wurde. Erster Pfarrer war Gottfried Meinhard Wiedenfeld.
1817 schloss sich die Odenkirchener Gemeinde der Union, einem Verwaltungs-Zusammenschluss von Lutheranern und Reformierten, an, behielt aber ihre reformierte Prägung. 1886 wurde eine zweite Pfarrstelle in Mülfort eingerichtet. Während des Dritten Reiches widersetzte sich die bekennende Gemeinde Odenkirchens den staatlichen Plänen für eine zentralistische Reichskirche. Nach dem Bombenangriff vom 31. August 1943 brannte die Kirche vollständig aus, als das zunächst verschonte Gebäude dann doch noch durch Funkenflug entzündet wurde. Die Feuerwehr hatte keinen Löschbefehl. 1950 wurde die Kirche wieder aufgebaut. Die Gemeinde erhielt zu dieser Zeit großen Zuwachs durch lutherische Vertriebene aus den Ostgebieten (v. a. Pommern, Ostpreußen). 1964 wurde eine dritte Pfarrstelle in Geistenbeck eingerichtet. Heute (2020) hat die evangelische Kirchengemeinde Odenkirchen etwa 6200 Mitglieder.

## Orgel
1805 kaufte die evangelische Gemeinde Odenkirchen eine gebrauchte Orgel aus dem Kloster Maria Stern (Essig). Diese wurde 1898 an die neue evangelische Kirche in Konz-Karthaus bei Trier verschenkt. In Odenkirchen hatte unterdessen das renommierte Orgelbauunternehmen Walcker 1896 eine neue Orgel (Opus 749) im romantischen Stil erbaut, das zweite Manual war allerdings kein Schwellwerk. Die Disposition lautete:
| I. Manual C–f3 |                |       |
| 1.             | Bourdon        | 16′   |
| 2.             | Principal      | 8′    |
| 3.             | Viola di Gamba | 8′    |
| 4.             | Hohlflöte      | 8′    |
| 5.             | Bourdon        | 8′    |
| 6.             | Octave         | 4′    |
| 7.             | Rohrflöte      | 4′    |
| 8.             | Octave         | 2′    |
| 9.             | Mixtur IV      | 2 ⁄3′ |
| 10.            | Trompete       | 8′    |

| II. Manual C–f3 |                      |    |
| 11.             | Geigenprincipal      | 8′ |
| 12.             | Lieblich Gedackt     | 8′ |
| 13.             | Salicional           | 8′ |
| 14.             | Aeoline              | 8′ |
| 15.             | Voix céleste (ab c0) | 8′ |
| 16.             | Flauto dolce         | 4′ |
| 17.             | Viola                | 4′ |

| Pedal C–d1 |              |     |
| 18.        | Violonbass   | 16′ |
| 19.        | Subbass      | 16′ |
| 20.        | Octavbass    | 8′  |
| 21.        | Violonbass   | 8′  |
| 22.        | Posaunenbass | 16′ |

- Koppeln: II/I, I/P, II/P
- Spielhilfen: Collectivpedale für Tutti, Forte, Piano
- Traktur: pneumatische Kegelladen

Mit der Kirche brannte 1943 auch die Orgel ab. Auf Initiative der damaligen Odenkirchener Organistin Sigrid Esch erbaute Lotar Hintz 1950 eine neue neobarocke Orgel. In der Turmnische der Empore entstand ein freistehender 8′-Prospekt, darunter die Spielanlage, und in die Emporenbrüstung wurde ein Rückpositiv eingebaut. 1982 und 2010 wurde die Orgel jeweils überholt und verändert. 1982 erbaute die Kölner Orgelbaufirma Willi Peter für das bis dahin weitgehend offene Rückpositiv ein geschlossenes Holzgehäuse, auch wurden die Prospektpfeifen durch neue, weiter mensurierte ersetzt (1950 hatte man die Prospektpfeifen zu eng gebaut, um sie obertöniger zu machen, in der irrigen Annahme, dass barocke Orgeln einen steilen Obertonaufbau haben müssten). 2010 wurde die Orgel von Martin Scholz Orgelbau, Mönchengladbach, behutsam umintoniert. Das einzige Grundregister des Rückpositivs, eine schwache Quintadena 8′, wurde durch ein volleres Gedackt 8′ ersetzt, ebenso wurden die Zungenstimmen der Manuale erneuert. Die Disposition lautet heute:
| I Hauptwerk C–f3 |           |        |
| 1.               | Quintade  | 16′    |
| 2.               | Prinzipal | 8′     |
| 3.               | Flöte     | 8′     |
| 4.               | Oktave    | 4′     |
| 5.               | Quinte    | 2 ⁄3′  |
| 6.               | Nachthorn | 2′     |
| 7.               | Mixtur IV | 1 ⁄3′  |
| 8.               | Trompete  | 8′ B/D |

| II Rückpositiv C–f3 |                 |       |
| 10.                 | Gedackt         | 8′    |
| 11.                 | Praestant       | 4′    |
| 12.                 | Gedackt         | 4′    |
| 13.                 | Sesquialtera II | 2 ⁄3′ |
| 14.                 | Superoktave     | 2′    |
| 15.                 | Quinte          | 1 ⁄3′ |
| 16.                 | Krummhorn       | 8′    |

| Pedal C–f1 |                |       |
| 18.        | Subbaß         | 16′   |
| 19.        | Oktavbass      | 8′    |
| 19.        | Gedacktbass    | 8′    |
| 20.        | Choralbass     | 4′    |
| 21.        | Hintersatz III | 2 ⁄3′ |
| 22.        | Posaune        | 8′    |

- Koppeln: II/I, I/P, II/P
- Traktur: Schleifladen, vollmechanisch

## Glocken
1757 erhielt die evangelische Kirche Odenkirchen drei in Amsterdam gegossene Bronzeglocken. Im Ersten Weltkrieg mussten diese als Metallspende abgegeben werden und wurden noch 1916 durch drei neue Gussstahlglocken ersetzt, die bis heute vorhanden sind. Diese tragen Inschriften, die jeweils aus einer Zeile aus dem Luther-Choral Ein feste Burg ist unser Gott bestehen: Eine feste Burg ist unser Gott  / Das Wort sie sollen lassen stahn / Das Reich muß uns doch bleiben.